# Милкиасап

Библ в составе Ассирии (середина VII века до н. э.)

Милкиасп (финик. Milki-asap) — царь Библа в первой половине VII века до н. э.

## Биография
Милкиасап упоминается только в ассирийских надписях. В них он назван царём Библа, подчинявшимся верховной власти правителей Ассирии.
О происхождении и дате восшествия Милкиасапа на престол сведений в исторических источниках не сохранилось. Предыдущим известным правителем Библа был Урумилк I, в 701 году до н. э. выплативший дань ассирийскому царю Синаххерибу.
Сам Милкиасап также упоминается как ассирийский данник. В 675 или 673 году до н. э. по повелению царя Асархаддона он, царь Тира Баал I, царь Арвада Матанбаал III, а также другие владетели Финикии и Кипра предоставили ассирийцам строительные материалы для украшения нового царского дворца в их столице Ниневии. О выплате Милкиасапом новой дани сообщается в 670 году до н. э., а также в правление нового ассирийского правителя Ашшурбанапала, взошедшего на престол в 669 году до н. э. В ассирийских надписях упоминается об участии финикийцев (в том числе библцев, тирцев и арвадцев) в предпринятых в 660-х годах до н. э. походах ассирийской армии в Египет. В том числе, воины и корабельщики из Библа участвовали в первом из таких походов, осуществлённом Ашшурбанапалом в 667 году до н. э. Во время этой военной компании, в которой участвовали отряды и других ассирийских данников, Ашшурбанапалу удалось восстановить контроль над дельтой и долиной Нила.
О непосредственных преемниках Милкиасапа на библском престоле в древних источниках не сообщается. Это последний известный правитель Библа времён существования Ассирийской державы. Также ничего не известно о библских царях и во времена подчинения Финикии правителям Нововавилонского царства. Следующим после Милкиасапа царём Библа, упоминаемым в источниках по имени, был Шипитбаал III, деятельность которого датируется рубежом VI и V веков до н. э.

## Комментарии
1. ↑  В ассирийских надписях упоминается, что кроме Милкиасапа для этого похода в Египет Ашшурбанапалу своих воинов предоставили царь Тира Баал I, царь Иудеи Манассия, царь Эдома Кавс-габри, царь Моава Мусури, царь Аммона Амминадаб I, царь Арвада Йакинлу, четыре палестинских властителя и десять кипрских владетелей[8].